# Lehigh (rivière)
La rivière Lehigh est un tributaire du fleuve Delaware d'une longueur de 166 km situé à l'est de la Pennsylvanie, aux États-Unis.

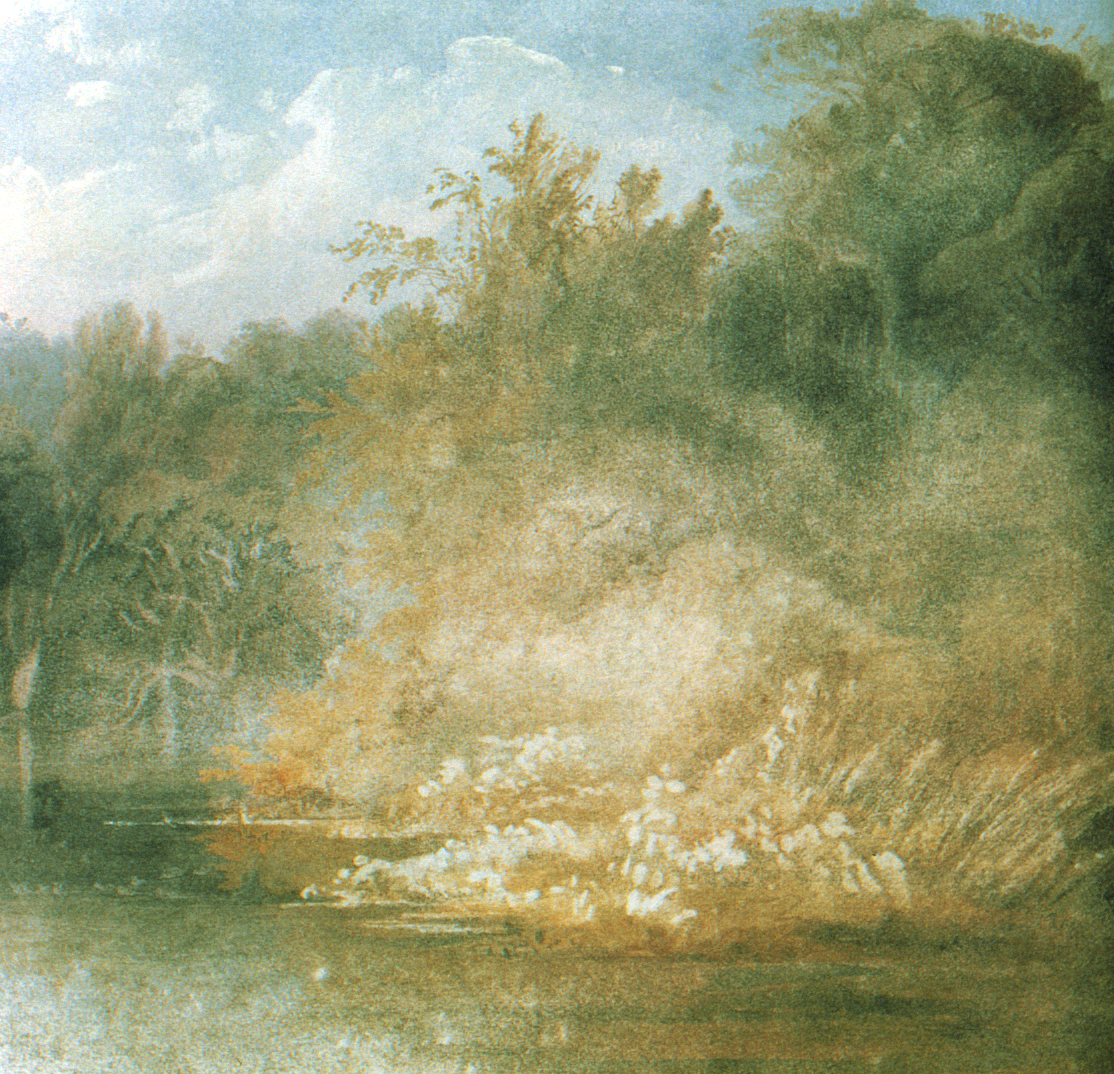
Détail d'une Scène forestière sur la rivière Lehigh en Pennsylvanie (1832), aquarelle par Karl Bodmer.